# 陈国焱
陈国焱（1938年12月15日—），四川宁南人，中华人民共和国外交官，曾任中华人民共和国驻匈牙利共和国特命全权大使。